# Susanna Huovinen
Krista Anri Susanna Huovinen (ur. 10 czerwca 1972 w Limince) – fińska polityk, minister transportu i łączności, a także minister opieki zdrowotnej i socjalnej, posłanka do Eduskunty.

## Życiorys
W 1991 zdała egzamin maturalny, kształciła się następnie w zakresie nauk społecznych na Uniwersytecie w Jyväskylä. Pracowała jako freelancer w doradztwie organizacyjnym, szkoleniach i publicystyce. Zaangażowała się w działalność organizacji walczących z rasizmem.
W 1999 po raz pierwszy dostała się do parlamentu z ramienia Socjaldemokratycznej Partii Finlandii. W wyborach parlamentarnych w 2003, 2007, 2011 i 2015 uzyskiwała reelekcję. Od września 2005 do kwietnia 2007 w rządzie Mattiego Vanhanena sprawowała urząd ministra transportu i łączności.
W maju 2013 powróciła w skład rządu. W gabinecie Jyrkiego Katainena objęła urząd ministra opieki zdrowotnej i socjalnej. Pozostała na tym stanowisku również w utworzonym w 2014 gabinecie Alexandra Stubba, kończąc urzędowanie w maju 2015.